# Thomomys idahoensis
El topo de Idaho (Thomomys idahoensis) es una especie de roedor de la familia Geomyidae. Este es pequeño y posee un cráneo de constitución ligera. El color de su pelaje varía según el cuerpo y los individuos. Asimismo, el topo de Idaho se encuentra en el oeste de Estados Unidos y habita en sabanas, matorrales y herbazales. Los individuos viven solos en madrigueras y permanecen activos todo el año. Muchos aspectos de su comportamiento y biología no se conocen bien. La Unión Internacional para la Conservación de la Naturaleza (UICN) clasifica a esta especie como de menor preocupación.

## Taxonomía
Thomomys idahoensis fue descrita por primera vez por Clinton Hart Merriam en 1901. La localidad tipo se dio como Birch Creek, Idaho, y el espécimen tipo era un macho obtenido en 1890. Esta especie no tiene sinónimos recientes, aunque sus dos subespecies (T. i. idahoensis y T. i. pygmaeus) se consideraron en su momento subespecies de Thomomys talpoides, el topo de bolsillo del norte. Asimismo, el Thomomys idahoensis pertenece al género Thomomys, que se distribuye por todo el oeste de Norteamérica. Este género forma parte de la familia Geomyidae.

### Subespecies
Se reconocen tres subespecies:
- T. i. idahoensis (Merriam, 1901) - gran variación en tamaño y coloración en diferentes poblaciones dentro de la subespecie, que se encuentra en el este de Idaho y partes cercanas de Montana. Las más grandes se encuentran en la llanura del río Snake.[6][7]
- T. i. pygmaeus (Merriam, 1901) - pequeña y de color marrón oscuro, se encuentra en el suroeste de Wyoming, el suroeste de Idaho y el norte de Utah.[6][7]Es la única subespecie que se encuentra en Utah.[10]
- T. i. confinus (Davis, 1937) - se encuentra en el oeste de Montana.[6][11]

## Descripción
El tamaño, el peso y la longitud de la pata trasera del topo de bolsillo de Idaho son variables, aunque normalmente no superan los 150 milímetros (5.9 pulgadas), 90 gramos (3.2 onzas) y 26 milímetros (1.0 pulgadas) para cada uno, respectivamente. El color del dorso varía del marrón amarillento con pelo en punta marrón oscuro al marrón grisáceo o marrón totalmente oscuro, bastante uniforme en general. La mayoría son de color gris oscuro alrededor del morro. La zona ventral es gris claro y suele mezclarse con amarillo y amarillo-marrón. Las patas son de aspecto blanquecino, y el color de la cola varía según los ejemplares. Asimismo, es más pálido en invierno que en verano.
El cráneo del topo es pequeño y de constitución ligera, con incisivos delgados y no procumbentes (inclinados hacia los labios). Su báculo (hueso presente en el pene de muchos mamíferos) es bastante largo, de 17.8 a 23.4 milímetros, y las bullas (estructuras óseas de la parte posterior del cráneo) son grandes. Tiene 56 o 58 cromosomas (la diferencia se debe a la translocación robertsoniana, una condición en la que un cromosoma se une a otro). Las orejas son pequeñas.

## Distribución y hábitat
El topo de Idaho se encuentra en el oeste de Estados Unidos, desde el centro de Idaho hasta el sur y el oeste de Montana. Existe una población separada en el suroeste de Wyoming, el sureste de Idaho y el noreste de Utah. Habita en sabanas, matorrales y herbazales.

## Comportamiento y ecología
Los individuos viven en madrigueras, y cada topo crea y vive en su propia madriguera. Permanecen activos durante todo el año y almacenan la tierra excavada en sus madrigueras, que permanece después de que la nieve se haya derretido. En algunas zonas es simpátrico con el topo de bolsillo del norte, con el que no se cruza. La primera especie prefiere suelos menos profundos y más rocosos, mientras que la segunda prefiere suelos más profundos y con menos rocas.
Se desconoce lo que come el topo de Idaho, aunque las especies emparentadas consumen partes de plantas de la vegetación por debajo y por encima del nivel del suelo, principalmente forbias y gramíneas.

## Reproducción y ciclo vital
Se sabe poco sobre la historia vital de esta especie, sin datos conocidos sobre la época de cría y el tamaño de las camadas. Lo más probable es que se reproduzca en primavera, una vez derretida la nieve. Su comportamiento reproductor es similar al de la ardilla de bolsillo septentrional: esta última especie tiene una gestación entre 19 y 20 días y tiene entre cuatro y siete crías. También se desconoce su esperanza de vida, aunque los topos de bolsillo suelen vivir menos de dos años.

## Conservación
No se conoce la existencia de esta especie en zonas protegidas o en cautividad. Está protegida por el estado estadounidense de Montana. La UICN la ha evaluado como de preocupación menor, ya que no presenta amenazas importantes, tiene una amplia área de distribución y su población no está disminuyendo lo suficientemente rápido como para justificar una inclusión en la lista de especies más amenazadas (aunque se desconoce la tendencia de la población). Está incluida en el Plan de Acción para la Vida Silvestre de Utah como especie muy necesitada de conservación.